# Emile Allard
Emile Allard (Crespin, 24 juli 1883 – Brussel, 5 november 1950) was een Belgisch ingenieur en luchtvaartpionier. Hij is vooral bekend geworden door zijn inzet voor de ontwikkeling van het Instituut voor Aërodynamisch Onderzoek te Sint-Genesius-Rode (het tegenwoordige Von Karman Institute) en zijn algemene inzet voor de ontwikkeling van de Belgische luchtvaart. Daarnaast wordt algemeen aangenomen dat hij de eerste Belg is geweest die vloog.

## Levensloop
Emile Allard begon zijn werkzame carrière als ingenieur bij Cockerill, een metaalbedrijf. In 1909 nam hij ontslag om in Frankrijk bij Voisin zich bezig te houden met het nieuwe fenomeen vliegsport. Terug in België haalde hij op 31 maart 1910 zijn vliegbrevet no.4 van de Aéro Club de Belgique. In september bouwde hij samen met Léon de Brouckère een van de eerste Belgische vliegtuigen. Na een tijdje in Kinshasa (toenmalige Leopoldville) werkzaam te zijn geweest keerde hij terug naar België en verbleef hij tot 1916 in Luik. In 1916 voegde hij zich bij het Belgische leger. Na de Eerste Wereldoorlog keerde hij terug naar Luik. In 1919 leidde hij in opdracht van de CENAC en de SNETA het onderzoek naar de mogelijkheden voor luchtvaart in Belgisch-Kongo. En in 1923 leidde hij het onderzoek naar een luchtverbinding tussen België en Kongo. Hij kreeg een leerstoel toegewezen aan de Vrije Universiteit van Brussel, alwaar hij vele luchtvaartingenieurs klaarstoomde.
In 1920 werd hij benoemd tot directeur van de technische dienst van de Luchtvaart en kreeg hij de leiding over het opzetten van het Instituut voor Aërodynamisch Onderzoek in St. Genesius Rode. Dit instituut zorgde ervoor dat grote namen in de Belgische luchtvaartgeschiedenis hun ontwerpen konden uitvoeren, zoals Alfred Renard en Nicolas Florine. Na de Tweede Wereldoorlog was hij ook betrokken bij de modernisering van hetzelfde instituut.